# Elizabeth Sombart

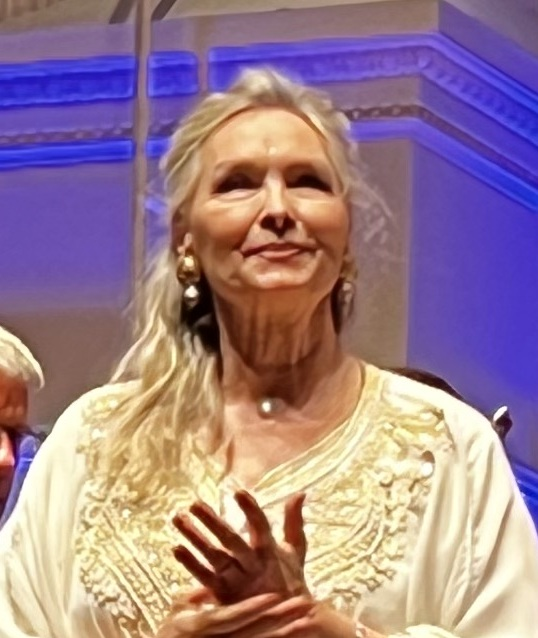
Elizabeth Sombart

Elizabeth Sombart (* 1958 in Straßburg, Frankreich) ist eine französische Pianistin, Musikerin und auch Schauspielerin.

## Biografie
Sombart begann ihren Klavierunterricht im Alter von sieben Jahren. Sie trat in das Konservatorium ihrer Heimatstadt ein und trat mit elf Jahren zum ersten Mal in der Öffentlichkeit auf. Nachdem sie den ersten Preis in Klavier und Kammermusik mit sechzehn Jahre erhalten hatte, entschied sie sich, Frankreich zu verlassen, um ihre Kunst in Buenos Aires mit Bruno Leonardo Gelber und vor Abschluss ihrer Ausbildung mit weiteren Meistern wie Peter Feuchtwanger zu perfektionieren. Sie studierte in London und bei Hilde Langer-Rühl in Wien, wo sie die Arbeit mit dem Einsatz des Atems im Klavierspiel vertiefte. In den folgenden zehn Jahren begann sie, bei dem Dirigenten Sergiu Celibidache an der Universität Mainz zu studieren, studierte Musik-Phänomenologie, die sie zu einer phänomenologischen Pädagogik mit dem Grundprinzip der Reduzierung der Vielzahl von vorkommenden Phänomenen zu einer Einheit brachte.

## Stiftung Resonanz / „Fondation Resonnance“
Neben ihrer Tätigkeit als Solistin ist Elizabeth Sombart Gründerin und Präsidentin der „Fondation Resonnance“, gegründet im Jahr 1998 und in sieben Ländern vertreten: in Frankreich, Italien, Belgien, Rumänien, Spanien und im Libanon. Die Aufgaben der Stiftung sind einerseits „klassische Musik an Orten, wo sie nicht gespielt wird“, zu bieten (Krankenhäuser, Pflegeheime, Einrichtungen für Behinderte, Strafanstalten, Unternehmen etc.) Und zweitens „Schulen für Resonanz“ zu gründen und zu verwalten, freie Klavierschulen ohne Prüfung und ohne Altersgrenze.

## Auszeichnungen
Im Jahr 2006 wurde sie für ihre Arbeit zum Ritter des französischen Verdienstordens ernannt und im Jahr 2008 für ihre künstlerische Karriere zum Ritter des französischen Ordens für Kunst und Literatur.

## Klavierpädagogin, Meisterklassen
Elizabeth Sombart widmete sich auch seit 25 Jahren der Gründung von Meisterklassen für Pianisten an Universitäten und Musikhochschulen in der Schweiz und im Ausland (Paris, Lausanne, Rom, Barcelona, Louvain, Beirut und Kaslik). Im Jahr 2009 wurde sie zur Lehrbeauftragten an der Ecole Polytechnique Fédérale de Lausanne (EPFL) ernannt. Seit 2011 unterrichtet sie am russischen Konservatorium „Serge Rachmaninoff“ in Paris. Im Jahr 2004 eröffnete Elizabeth Sombart das führende Schweizer Internationale Center für Resonanz-Pädagogik. Diese Pädagogik rund um die Phänomenologie von Klang und Gesten organisieren Meister am Klavier, im Gesang, im Dirigieren und in der Kammermusik.

## Konzerte
Elizabeth Sombart tritt weltweit in den renommiertesten Konzerthallen auf: Théâtre des Champs-Élysées in Paris, die Carnegie Hall in New York, die Wigmore Hall in London, das Concertgebouw in Amsterdam, die Suntory Hall in Tokio, die Victoria Hall in Genf, die Salle Palau in Barcelona. Sie spielt Kammermusik mit Augustin Dumay (Violine), Patrick Gallois (Flöte), Lluís Claret (Cello) und Akiko Nakajima (Sopran). Sie bespielt mit dem Orchestre National de Lille das Festival in Straßburg, mit dem Bruckner-Orchester die Akademie in München, und konzertiert mit dem Sinfonieorchester des 21. Jahrhunderts von Katalonien.

## Filme
Elizabeth Sombart war auch als Schauspielerin tätig, z. B. in der Krimiserie Derrick (Folge 201: Der Tote spielt fast keine Rolle), wo ihre Stimme von Dagmar Heller synchronisiert wurde.

## Diskographie
Elizabeth Sombarts Veröffentlichungen umfassen „Die Kunst der Fuge“ mit Jean-Christophe Geiser im Duo mit Klavier und Orgel im IFO -Verlag, die 21 Nocturnes von Chopin. Eine DVD zeigt das Porträt von Serge Schmidt: „Elizabeth Sombart, Musik und Farben der Seele“, es wurde auf Mezzo gesendet, dem Parlaments-Kanal, und bei TSR und im Fernsehen des Libanon ausgestrahlt.
Andererseits gibt es eine Serie von 50 Programmen, ausgestrahlt auf France 3 und von Peter Knapp produziert: „Bekenntnisse zum Klavier von Bach bis Bartók“, die eine Anthologie der Klassischen Musik präsentiert.
Elizabeth Sombart hat auch mehrere Bücher veröffentlicht, darunter „Musik im Herzen der Wunder“ von Editions Jean-Claude Lattes, Songtexte zur Harmonie bei Editions A.Michel und das Buch „Man nennt mich Plume“ bei der Edition l’Hebe.